# Seika Izawa
Seika Izawa (em japonês:   伊澤星花, Seika Izawa, nascida em 1 de novembro de 1997) é uma lutadora japonesa de artes marciais mistas. Atualmente, ela compete na divisão de peso átomo da Rizin Fighting Federation. Izawa detém os títulos de campeã de peso palha da Jewels e campeã de super peso átomo da Rizin.
Desde 3 de janeiro de 2022, ela é reconhecida como a melhor lutadora de peso átomo do mundo, tanto pela Fight Matrix quanto pela Sherdog.
A paixão de Izawa pelas artes marciais começou cedo, quando ela começou a praticar judô aos quatro anos de idade. Durante seu tempo na Sakushin Gakuin High School, Izawa se destacou em competições de luta livre e judô, conquistando o terceiro lugar no Torneio Nacional Japonês de Luta Livre Júnior de 2012 e o quinto lugar no Campeonato Nacional de Judô do Ensino Médio. Além disso, ela conquistou o segundo lugar na categoria de peso ultra-leve do Campeonato Japonês de Sumô Feminino.
Izawa é também uma acadêmica realizada, tendo se formado na Universidade de Educação de Tóquio com um mestrado em ensino em 3 de março de 2023.
Em sua vida pessoal, Izawa anunciou seu noivado com o colega lutador de artes marciais mistas Kosuke "CORO" Terashima em 30 de junho de 2022. O casal se casou em 11 de junho de 2023.
A carreira de Izawa nas artes marciais mistas começou em junho de 2020, quando a pandemia de COVID-19 a impediu de competir em judô. Ela fez sua estreia profissional contra Mika Arai no Deep Jewels 30 em 31 de outubro de 2020, vencendo a luta por decisão unânime. Izawa foi promovida a campeã indiscutível em 15 de março de 2022, após Mizuki Inoue renunciar ao cinturão. Izawa fez sua estreia no peso átomo contra Si Woo Park no DEEP 104 Impact em 23 de outubro de 2021, onde ela também saiu vitoriosa por decisão unânime.